# بیاض
بیاض در لغت به معنای سفیدی و در مقابل سواد می‌باشد.
در خوشنویسی به نسبت سیاهی و سفیدی صفحه گفته می‌شود که بوسیله فاصله خطوط از هم و فشردگی نوشتار تعیین می‌شود. سواد و بیاض همچنین یکی از اصول دوازده‌گانه خوشنویسی ایرانی است که رعایت و سنجش سیاهی خط و پدیدآمدن آن سفیدی است که در حلقه‌های برخی حروف مانند صاد، ضاد، طاء، ظاء، فاء، قاف، عین، جیم، هاء و غیره پدید می‌آید.

همچنین نوعی از قطع کتاب است که به قطع بیاضی مشهور گشته و عطف کتاب در بالای کتاب قرار گرفته و اوراق کتاب به سمت بالا ورق می‌خورد.

## کاربردهای دیگر
- روستای بیاض (انار) نیز از توابع کرمان در دهستان بیاض می‌باشد.
- همچنین نامی دهی خضری دشت‌بیاض و از ولایات خراسان نیز بیاض می‌باشد.
- جای خالی و کویر خالی را نیز می‌گویند.